# Seclin
Seclin é uma comuna francesa situada no departamento do Norte, na região de Altos da França.
Com uma população de 12 500 habitantes, a cidade está situada na borda da conurbação de Lille, na Flandres romana. Ele é parte da Metrópole europeia de Lille.
Antiga vicus galo-romana, desenvolvida em torno de uma colegiada na Idade Média, é hoje uma cidade-satélite de Lille, que abriga o maior parque empresarial da região. É também uma comuna agrícola, urbanizada apenas em um terço de sua área.

## Geografia

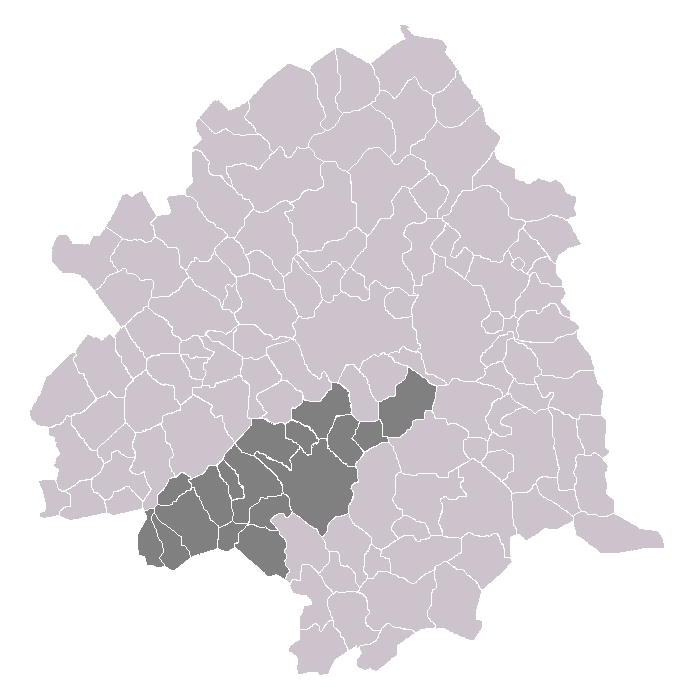
Os dois cantões de Seclin no arrondissement

### Situação
Capital histórica do Mélantois, Seclin está localizada na Flandres romana a 9,6 km ao sul de Lille (10,2 km por estrada).
Seclin é uma "cidade rural" de cerca de 13 000 habitantes urbanizada em um terço de sua área, que é de 1 742 hectares. Há muitos equipamentos culturais e esportivos, dois museus, três monumentos históricos.
A cidade é servida pela autoroute A1 (saída 19), pela via férrea (Ligne de Paris-Nord Lille), e por várias linhas de ônibus. O Aeroporto de Lille-Lesquin está a um quarto de hora de distância de carro.
Ela é também atravessada pela LGV Nord, que cruza a A1 neste lugar.

## Toponímia
O nome de uma pessoa no germânica Sichelin, Sikelin em flamengo. O nome evoluiu ao longo dos séculos : Sacilinum (século VIII), Selini (1030) Sicclinium (1039), Seclin (1104).
Antigos nomes. Sacilinium, S. Eligto, Acta SEQ. Belgii Eu, 97. É O Reino. Carta à condessa Ogine, para S. Bavon de Ghent, 1030, Mir. Eu, 349. Sicclinium, dipl. o conde de Flandres, Robert, para Phalempin ,1039. Mir. Eu, 362.
Seus habitantes são chamados de Seclinois. Apelido, ou nome do elenco de habitantes é o loquebaux a piscar ; ela viria de uma visita de Luís XI, em Seclin, e da surpresa que ele tinha para ver seus convidados seclinois vestindo roupas bonitas : Deus, como você tem de bielas trapos.

## Pré-história
Um depósito de pré-históricas, que datam do paleolítico médio foi encontrado por H. Halbaut o final de maio de 1974, por ocasião do movimento de terras destinadas a implementar os tanques nas proximidades de uma fábrica de. Em uma camada humífera (o chamado "Complexo de Seclin" por Leroi-Gourhan ef al., 1978), com data para o início Glacial weichsélien, o depósito revelado, lâminas, lascas Levallois e ferramentas e retocadas pouco abundantes, com traços de uma oficina de corte de flocos, Levallois associado com um corte laminar de um determinado tipo.

## História
Seclin foi ameaçada pelos Normandos, por volta de 783, o corpo de são Piat foi transportado momentaneamente para Chartres. Seclin queimou na época da batalha de Bouvines, em 1214. Lei da comuna concedida em 11 de outubro de 1218. O assento de um acampamento de Filipe o Belo em 1297. Saqueada e queimada novamente pelo conde de Hainaut em agosto de 1340. Estadia do rei Charles Y, em novembro de 1382. Assento de conferências entre Filipe o Bom e os Gantois em 1453, a cidade foi então incluída nos Países Baixos Borgonheses depois do século XV. Derrotados pelos habitantes de Seclin, os Gueux vieram saquear a igreja em 1566. Vigorosa defesa dos Seclinois, em 1794, contra o partido austríaco que queria devastar a cidade.

### Tempos antigos

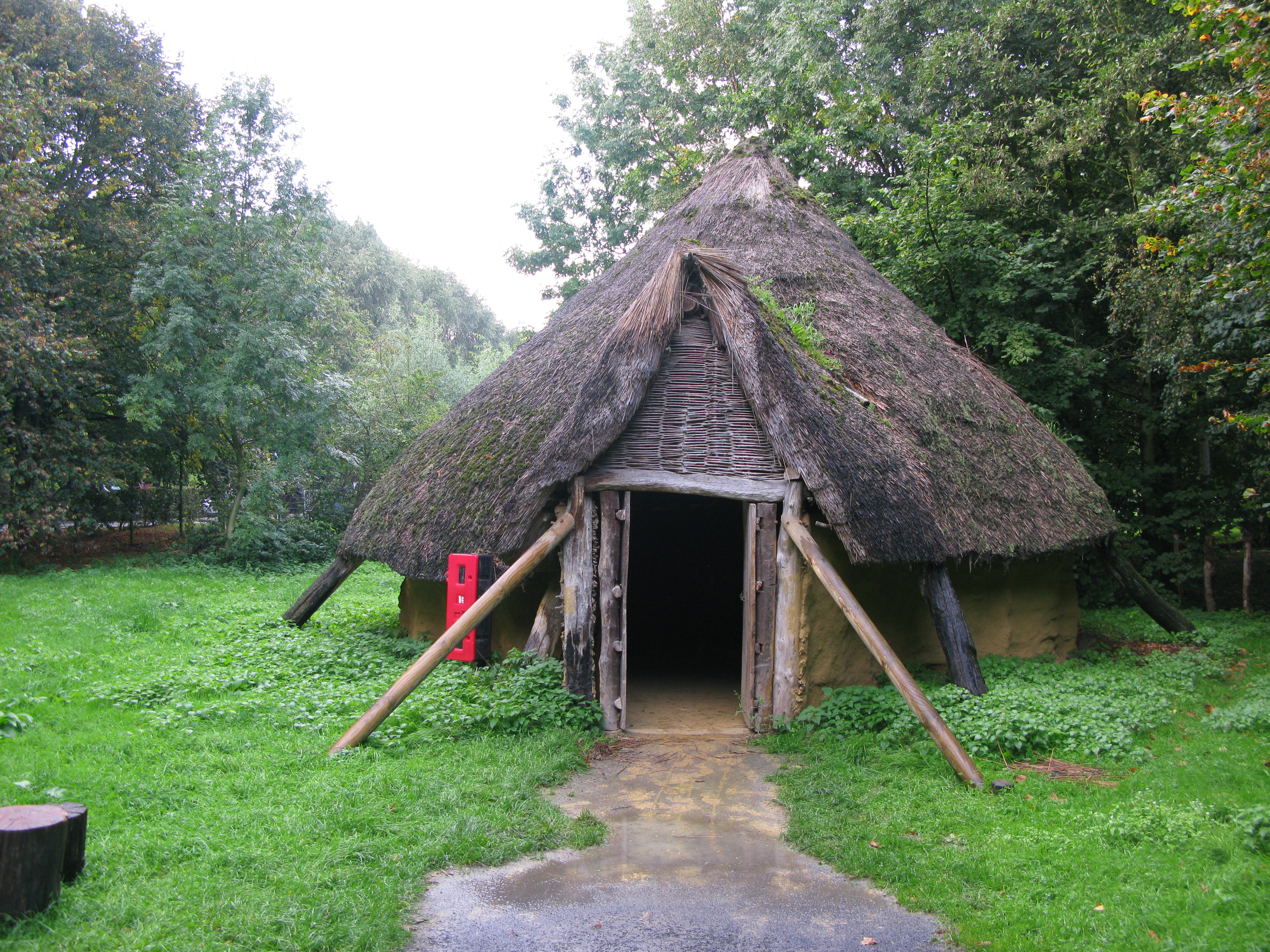
Reconstrução de uma casa no parque arqueológico Asnapio de Villeneuve-d'Ascq.

Na época galo-romana, Seclin foi um vicus, onde a população rural se reúne para o comércio. Uma fazenda galo-romana foi criada no atual sítio UNEXPO nas alturas do território (altitude 46-48 metros) e ao longo de um eixo, levando muito provavelmente para Tournai. 
Até o século XVII, o norte da França, com Seclin, pertencia ao domínio dos grandes Países Baixos tornados borgonheses.
A cidade é construída a partir do bairro da igreja colegial Saint-Piat, lugar de culto erguido em memória de um mártir cristão, são Piat. Um collegio de cânones organizou a veneração das relíquias do mártir em um primeiro edifício do tipo "basílica martyrium" nas proximidades dos séculos VII-VIII. A partir do século X, uma igreja mais vasta, tornada uma igreja colegiada foi progressivamente construída para ela pela primeira vez. A igreja atual, de estilo gótico, dataria do século XIII. 
Em 1246, a condessa Margarida de Flandres, fundou o Hôpital Notre-Dame que foi dirigido por uma comunidade de irmãos mas especialmente das Irmãs agostinianas (presentes até 2013). O sítio, classificado em 1932, é um magnífico testemunho da arquitetura e da organização hospitalar: capela, salão de doentes, pátio interno (à imagem daquela presente na Antiga Bolsa de Lille), construções agrícolas e antigo porta-cocheiro. Sua organização é uma reminiscência de outros sítios prestigiados como o Hospice Comtesse em Lille, ou o Hôpital Notre-Dame à la Rose de Lessines (Bélgica). O desenvolvimento demográfico e inovações médicas criaram importantes transformações no século XIX : o acabamento da fachada pelo arquiteto Charles Alexander Marteau, e o planejamento dos pavilhões chamados higienistas. O antigo pavilhão da Maternidade na entrada da Avenue des Marronniers é um exemplo preservado. Propriedade a cargo do Centro Hospitalar de Seclin, o sítio foi vendido em 2015. Um projeto de reabilitação dos alojamentos está previsto. 
No século XVI, a venda do senhorio de Seclin pelos cânones a Guislain de Haynin, o primeiro representante da dinastia dos senhores do Breucq, ilustra a separação dos poderes civil e religioso.

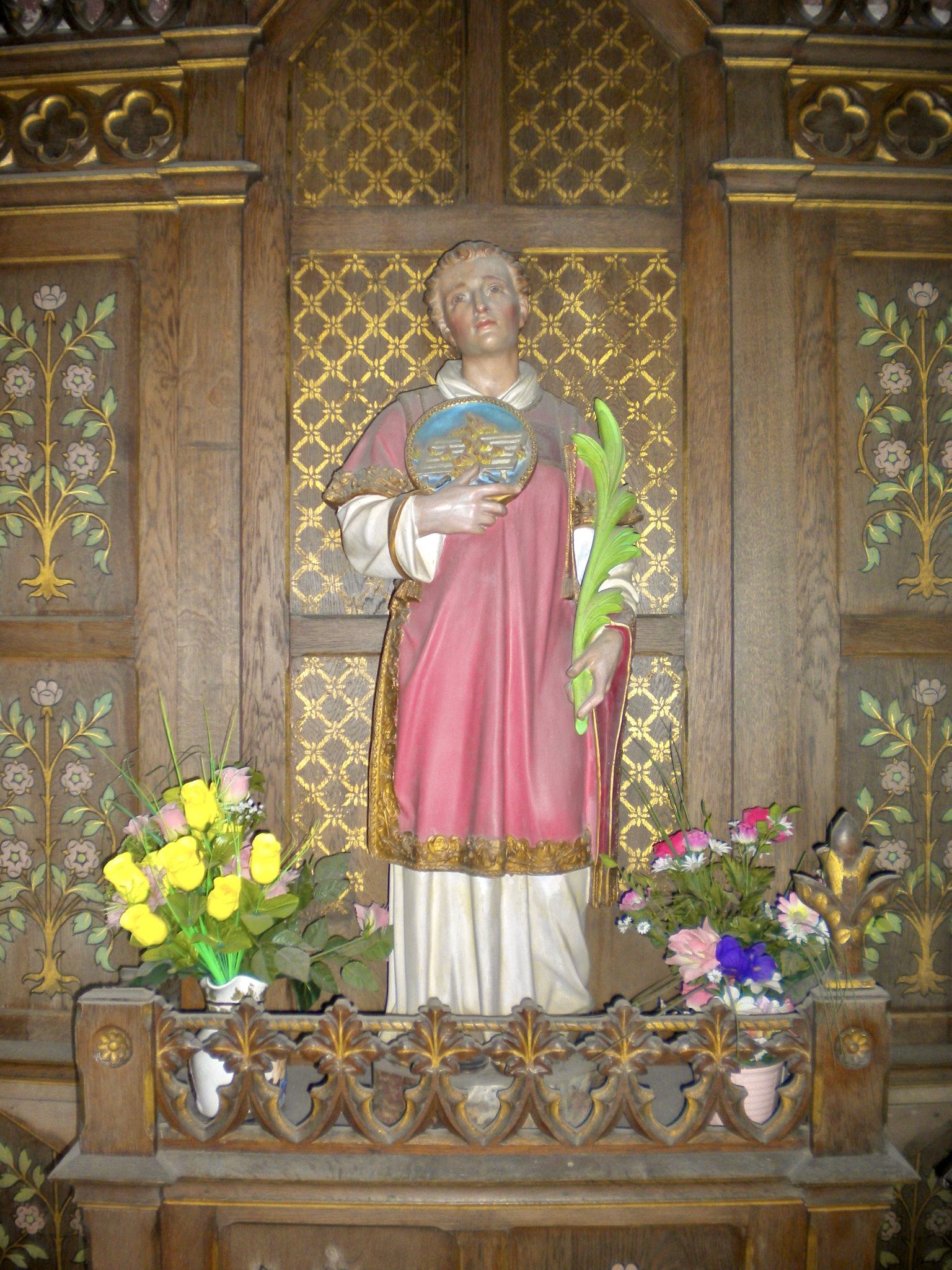
Estátua de São Piat, na capela de Anstaing

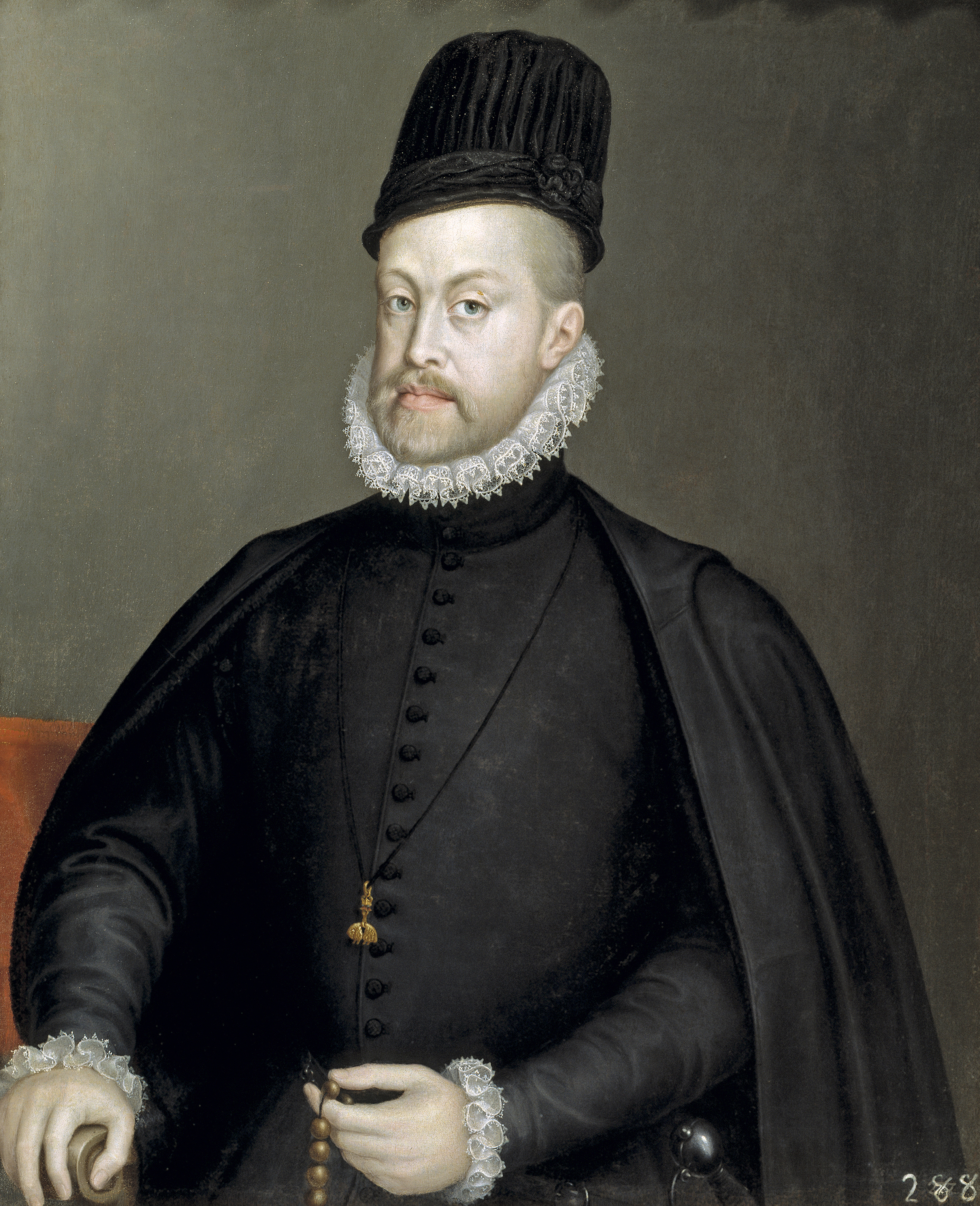
Filipe II de Espanha

O período é propício aos excessos de grandes grupos de saqueadores, tais como os Gueux, a partir de Tournai e Menin. As cidades e aldeias do Carembault foram capaz de os bloquear combinando seus esforços e para empurrar permanentemente os intrusos nos pântanos que haviam então entre Seclin, Gondecourt e Houplin-Ancoisne. Os danos causados, especialmente nos edifícios religiosos, foram muito significativas porque estes saqueadores foram, de fato, convertidos ao protestantismo que condenava as imagens e estátuas religiosas, a fim de obedecer a doutrina protestante do calvinismo. Os gueux foram reunidos ao protestantismo, que levou à punição do rei da Espanha, Filipe II, que reinou sobre os grandes Países Baixos do círculo da Borgonha herdados de seu pai Carlos Quinto. A rebelião que tinha estourado como um resultado da petição de quatro centenas de nobres chamado compromisso dos nobres foi apresentado a Bruxelas para a governanta dos Países Baixos Margarida de Parma representando o rei de Espanha. Esta petição exige o fim do desmantelamento das franquias ganhas ao longo dos séculos pelas populações das dezessete províncias borgonhesas. A política real buscou, através da eliminação de franquias, instalar um poder central forte a fim de erradicar o protestantismo. A rejeição à petição, foi acompanhada por um agravamento da repressão, enquanto dois dos líderes da nobreza, os condes de Egmont e de Hornes foram mortos em Bruxelas. No entanto, eles não eram protestantes, mas de oposição ao abuso de direitos e de perseguição. Desde então, a revolta dos gueux se amplificou sob a liderança de Guilherme de Orange-Nassau. Inimigos da representação de santos e do Cristo pelas imagens religiosas, os gueux também eram nomeados iconoclastas e tentaram se estabelecer na região de Seclin e Gondecourt onde alguns espíritos foram atraídos para a religião reformada.
No século XIX, as fiações, curtumes, brasseries e outras destilarias contribuíram para o desenvolvimento industrial e comercial da comuna. Desde 1798, é mencionada a instalação de uma fábrica de algodão (Lefebvre-Bourghelle) com teares mecânicos (pequenos Jennys). Embora este dinamismo não trouxe desenvolvimento tão deslumbrante quanto como nas cidades de Roubaix e Tourcoing, Seclin se transformou e conheceu grandes sucessos familiares, na imagem de refinarias de açúcar e destilarias Collette e Dujardin. O pai do famoso doutor Gachet (que tratou de Van Gogh), Louis Eugène Gachet tentou a experiência industrial na década de 1820 implantando uma fiação nos edifícios do castelo dito Des boulets. Seclin se ilustrou no paternalismo patronal e várias fiações (Guillemaud, Drieux, Duriez), adotaram no final do século XIX os quartos de aleitamento materno. 

### Época moderna
Seclin foi ocupada durante a Primeira Guerra Mundial. Um cemitério militar alemão de 1188 túmulos e graffiti "Trink Wasser" ("Água potável") na entrada de algumas casas, ainda testemunham a ocupação. Durante o retiro, os alemães destruíram os edifícios municipais, as infraestruturas econômicas (cervejarias, destilarias, fábricas de fiação) e patrimoniais (a torre do sino da igreja Colegiada). 
Durante as décadas de 1920 e 1930, Seclin se reconstruiu como testemunhado na atual Salle des Fêtes (inaugurada em 1928) construída no local do Hôtel de Ville destruído em outubro de 1918, se modernizou com a criação de Banhos públicos, municipais (1934), por iniciativa da nova maioria municipal comunista liderada por Paul Durot. O trabalho de restauração da Colegiada de Saint Piat, lhe deu um novo campanário onde foi instalado um carrilhão de 42 sinos (fundidos em Croydon, Inglaterra). 
No final de maio de 1940, Seclin foi atacada e bombardeada pelas forças militares alemãs. A resistência do 1 Batalhão de Metralhadores e do 14 Zuavo interromperam temporariamente o avanço alemão em 28 de maio de 1940. Trinta e seis civis foram mortos nas represálias que se seguiram. 
Em sequência da greve, chamada patriótica, na bacia de carvão de Pas-de-Calais no início do mês de Maio de 1941, os operários da fiação Agache (rue Burgault) entraram em greve em solidariedade de 30 de maio a 6 de junho de 1941. 
De 7 de junho a 28 de agosto de 1944, 69 pessoas foram mortas no Forte de Seclin, seis delas foram membros da resistência dos ferroviários em conexão com o affaire d'Ascq de 1 de abril de 1944. 
Em 2 de setembro de 1944, 33 civis foram fuzilados pelo exército alemão na localidade La Potasserie. 
Em meados da década de 1960, a primeira área industrial da métropole lilloise foi criada no território de Seclin e das comunas vizinhas.
Em 3 de outubro de 2002, o prefeito Jean-Claude Willem anunciou no conselho municipal, um boicote aos produtos israelenses, usando dos recursos materiais da comunidade em "reação contra os massacres e assassinatos quotidianos cometidos contra crianças, mulheres, idosos palestinos", especificando que "O povo israelense não está em questão, é um homem, Sharon, que é culpado das atrocidades, que não respeitar qualquer decisão da ONU, e continua a massacrar". Esta proposta foi semelhante para a chamada lançada pela campanha Boicote, Desinvestimento e Sanções.
Depois de uma denúncia da comunidade israelita do Norte, o prefeito foi absolvido em primeira instância e depois condenado em apelação a uma multa de 1 000 euros para "provocar discriminação nacional, racial e religiosa". O Tribunal Europeu para a aplicação da Convenção Europeia de Direitos Humanos (Affaire Willem c. France, 10 de dezembro de 2009, julgamento definitivo) foi de opinião de que não houve violação do direito à liberdade de expressão por um prefeito e confirmou a sanção.

## Lugares e monumentos
- A igreja Saint-Piat, classificada monumento histórico em 1920[8].
- O hôpital Notre-Dame e seu parque, classificado monumento histórico em 1932, assim como a capela situada na ala direita do edifício.
- O forte de Seclin, chamado "Fort Duhoux", que fazia parte das fortificações de Lille do sistema Séré de Rivières.
- A porta do cemitério de Seclin, classificada monumento histórico en 1945[9].
- A porta do château des Boulets. Esta porta se localiza hoje na place Stalingrad.
- A brasserie Lepoivre.
- O Canal de Seclin, eixo fluvial aberto na segunda metade do século XIX e que se estende por cinco quilômetros, cercado por um antigo caminho de sirga. Acessível a pé ou de bicicleta, barcaças e barqueiros deram lugar à fauna e à flora local abundante. Após o passeio aparecem o canal do Deûle e o Parc Mosaïc.
- O Domaine Napoléon é um centro de visitantes de lazer, estância e trabalho. Refinaria de açúcar antiga, o Domaine reúne mais de 450 peças de coleção. A coleção foi leiloada em 24 de outubro de 2015 em Seclin pela Casa de leilão Mercier.
- O cemitério militar alemão.

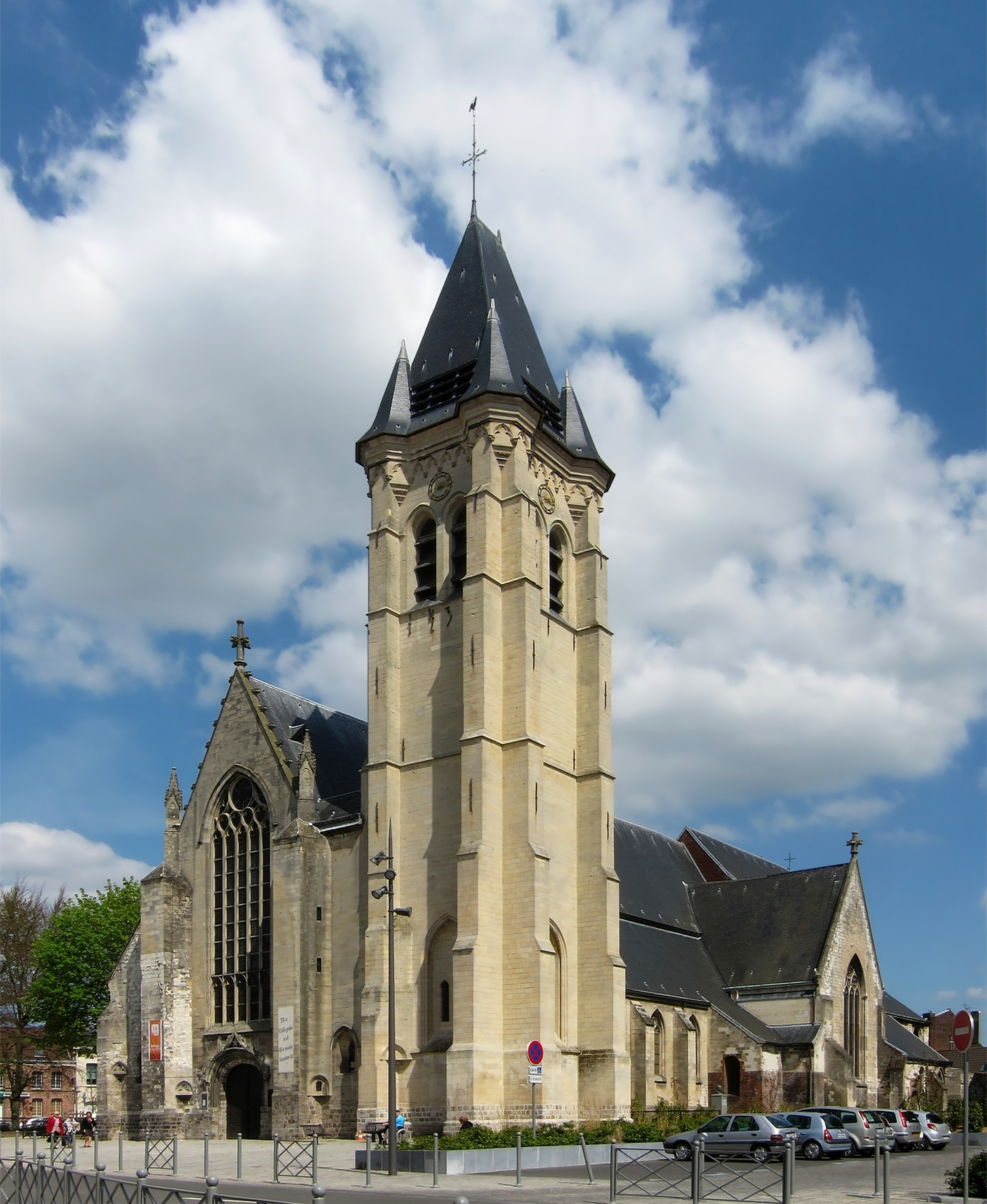
A igreja Saint-Piat de Seclin.
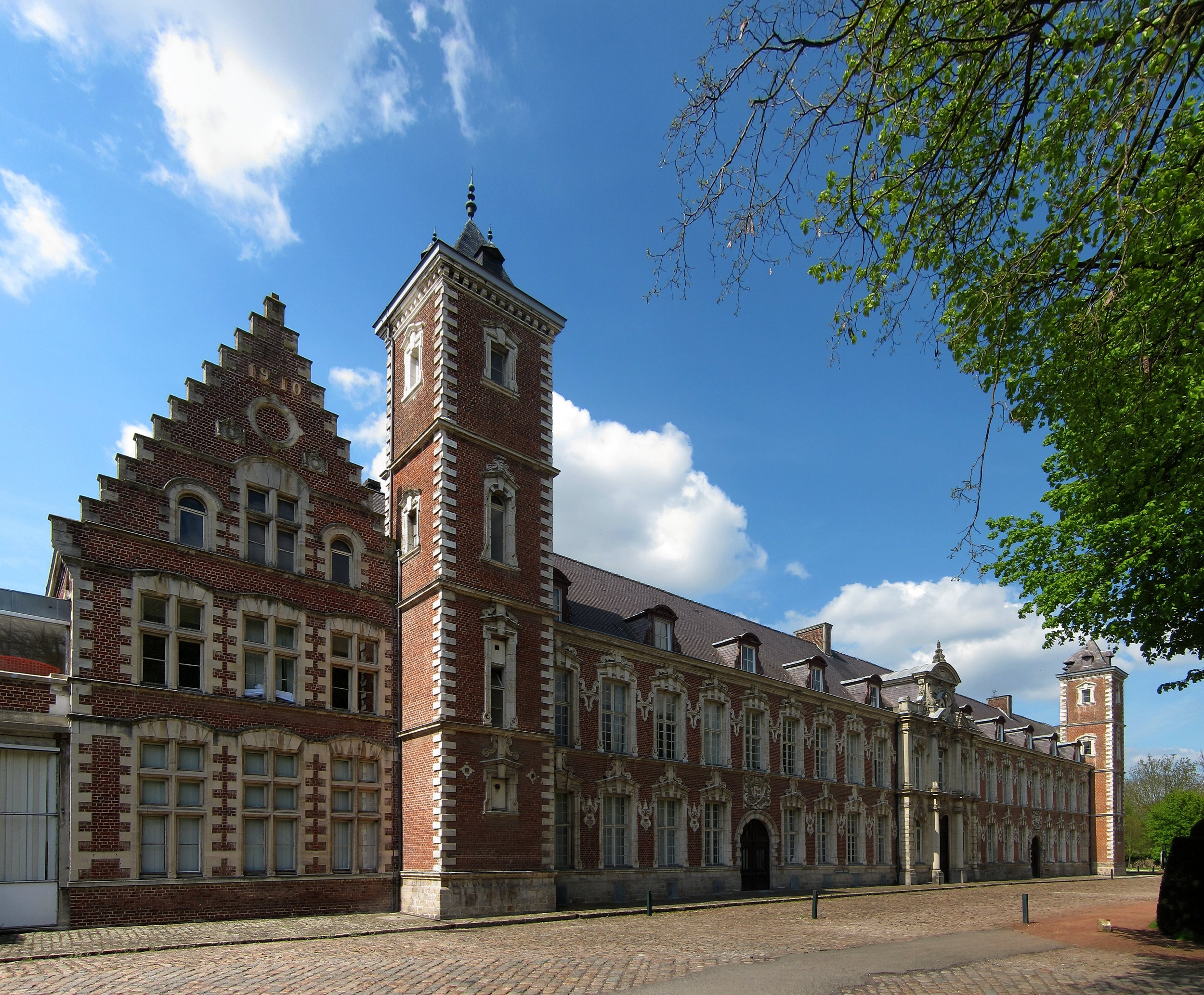
O Hôpital Notre-Dame.
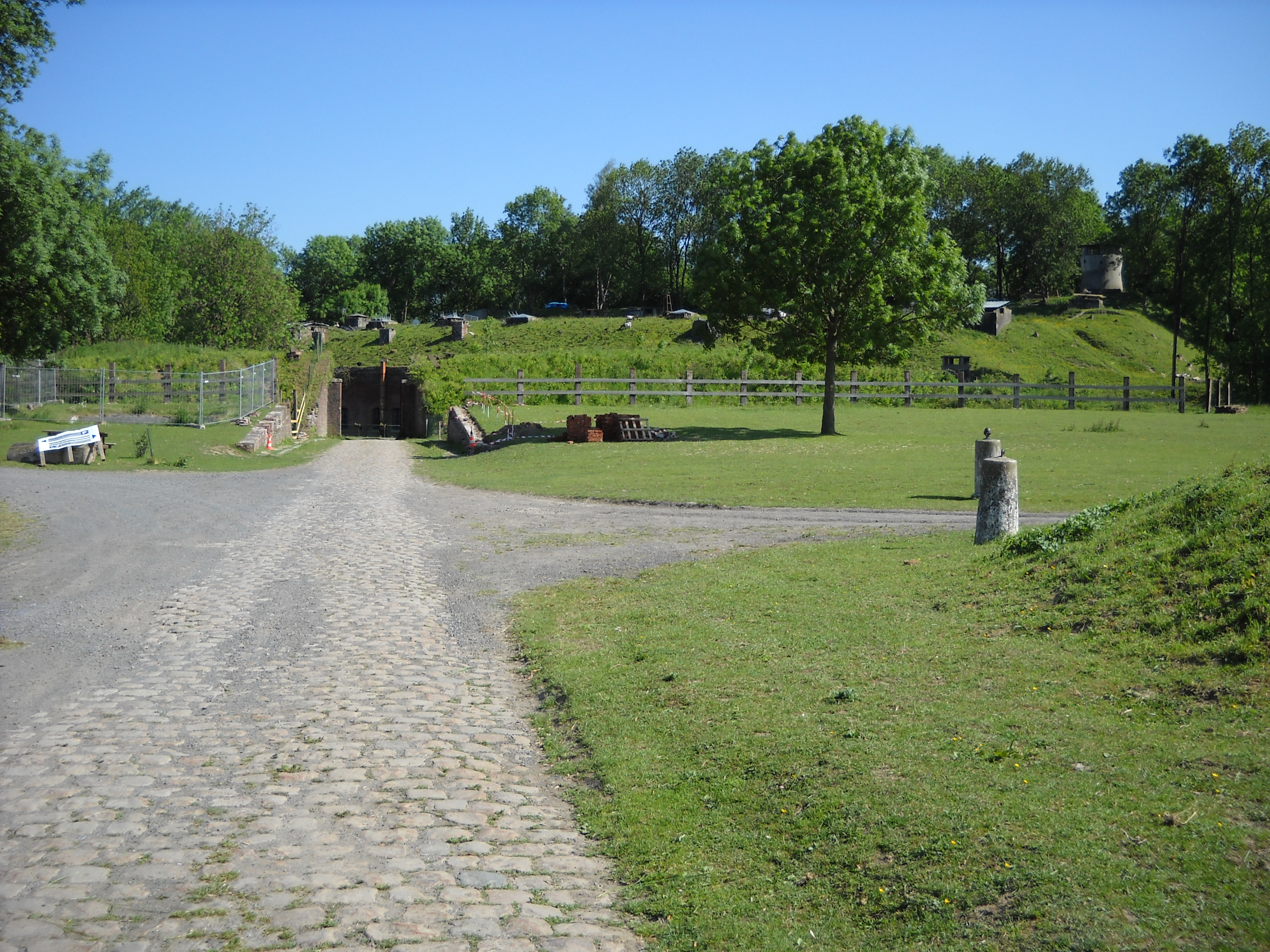
A entrada do forte de Seclin.
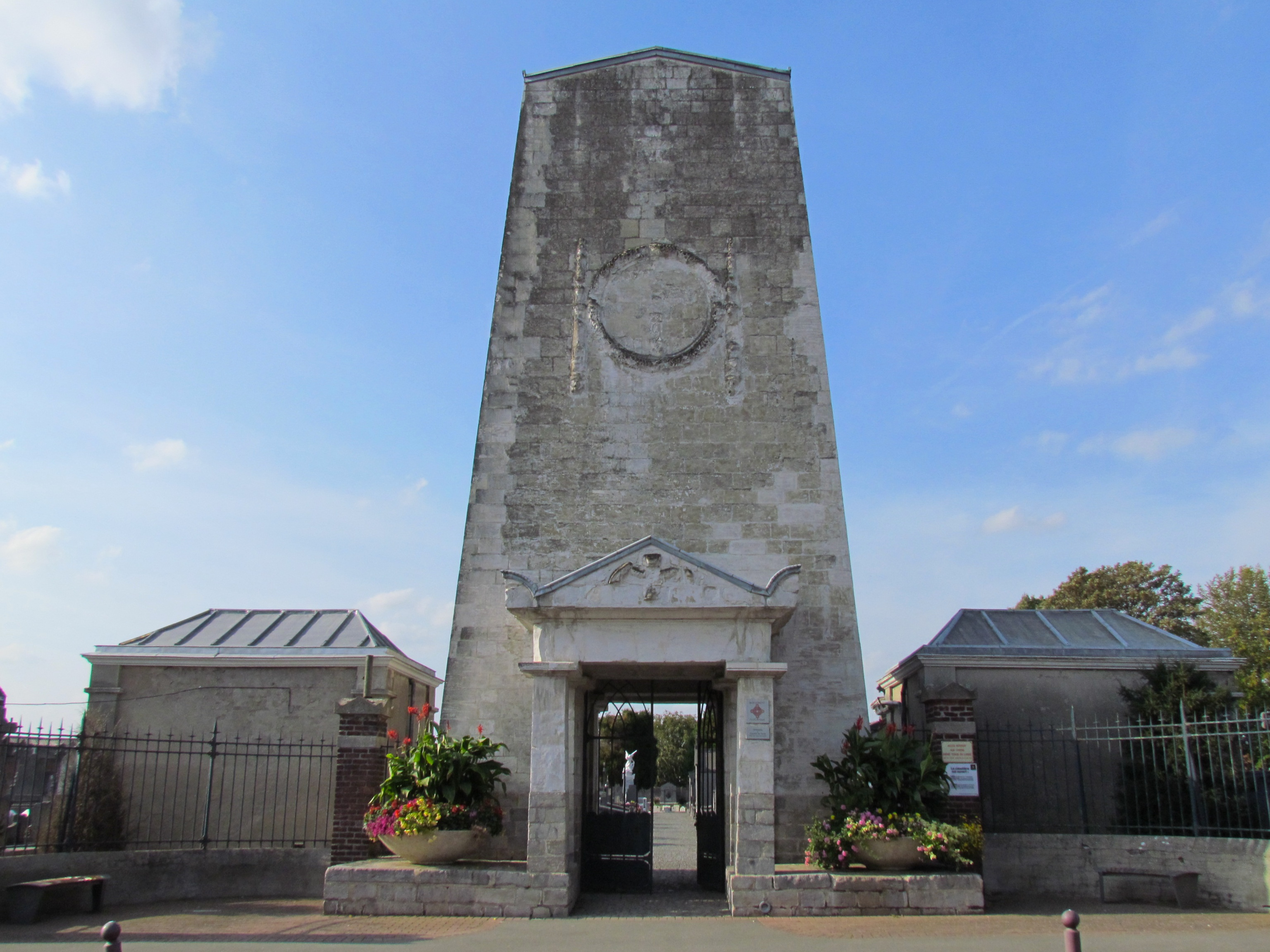
A porta do cemitério de Seclin.
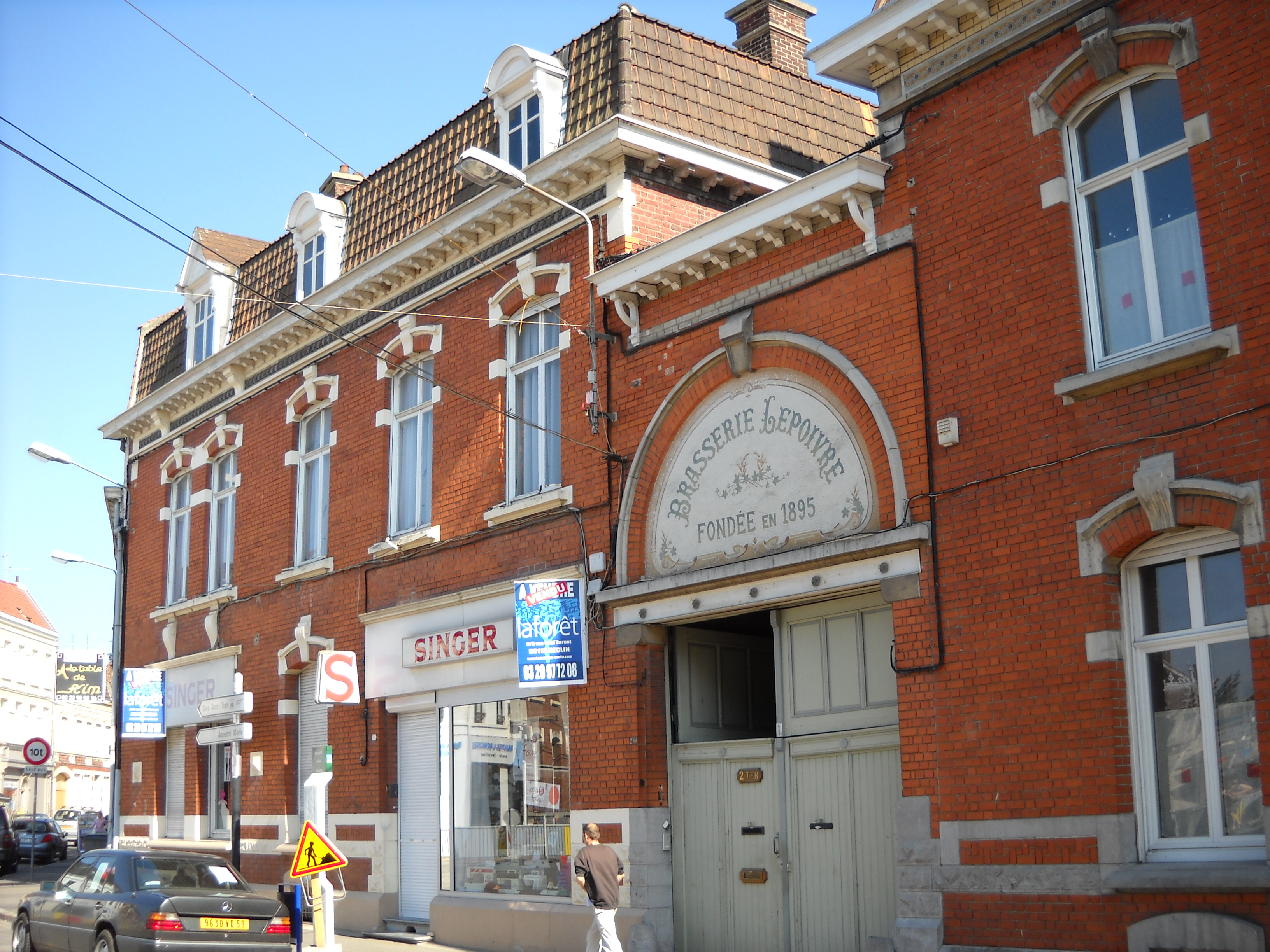
A brasserie Lepoivre

## Personalidades ligadas à comuna
- Piat de Seclin : missionário, santo do Martirológio Romano
- Santo Euberto : evangelizador das Flandres
- Guislain de Haynin, Senhor de Broeucq (em Seclin): 1o Senhor de Seclin, ele se distinguiu pela rejeição definitiva aos Gueux, com a ajuda dos habitantes de Seclin Gondecourt e Houplin
- Wilmo du Riez (du Riou) : vassalo da condessa de Flandres Joana de Constantinopla
- André Ayew : jogador de futebol
- Thomas Didillon : jogador de futebol
- Camille Delabre : Deputado do Pas-de-Calais, Prefeito, Secretário das Juventudes Socialistas, Vice-Presidente da Federação do Pas-de-Calais da União dos anciãos deportados franceses e internados, secretário-adjunto da federação departamental da S.F.I.O.

## Geminação
- Apolda (Alemanha)[10]
- Meguet (Burkina Faso)
- Zabrze (Polônia)
- Larkhall (Escócia)